# Prosopocoilus rondoni
Prosopocoilus rondoni is een keversoort uit de familie vliegende herten (Lucanidae). De wetenschappelijke naam van de soort is voor het eerst geldig gepubliceerd in 1970 door Bomans & Lacroix.